# Litewskie monety euro

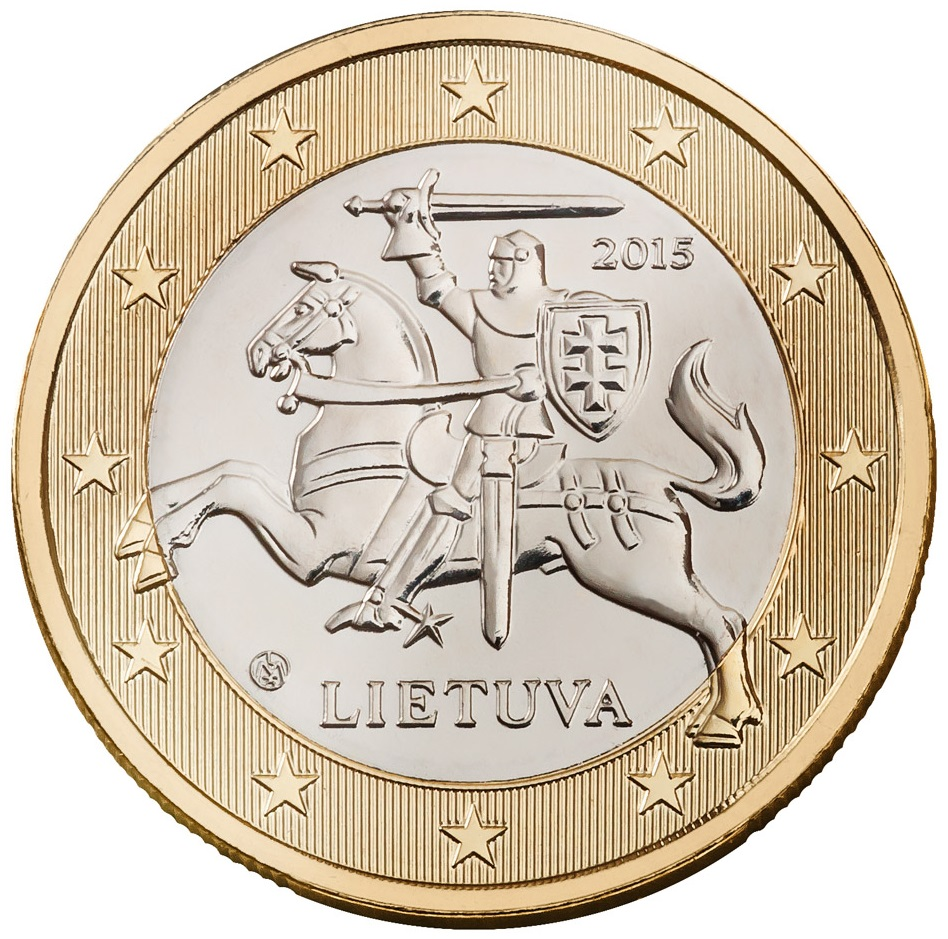
Strona narodowa litewskiej monety 1 euro

Litewskie monety euro – zostały zaprojektowane przez Antanasa Žukauskasa  i wprowadzone do obiegu monety euro z narodowym awersem 1 stycznia 2015 roku. Zastąpiły dotychczasowo obowiązujące lity. Wybijane są przez Litewską Mennicę w Wilnie.

## Część narodowa
Awersy wszystkich litewskich monet euro przedstawiają Pogoń z litewskiego herbu, pod którą znajduje się litewski napis LIETUVA (Litwa). Podobnie jak na większości awersów z innych krajów, wizerunek otacza dwanaście gwiazd. Na rancie monety wytłoczony jest napis LAISVĖ * VIENYBĖ * GEROVĖ * (Wolność, jedność, dobrobyt).